# Statherotoxys
Statherotoxys là một chi bướm đêm thuộc phân họ Olethreutinae, họ Tortricidae Tortricidae.

## Các loài
- Statherotoxys acrorhaga Diakonoff, 1973
- Statherotoxys eurydelta Diakonoff, 1973
- Statherotoxys hedraea (Meyrick, 1905)
- Statherotoxys hypochrysa Diakonoff, 1973
- Statherotoxys niphophora Diakonoff, 1973
- Statherotoxys pudica Diakonoff, 1973